# Mateo Carmona
Mateo Carmona García (* 23. Dezember 2001) ist ein kolumbianischer BMX-Rennfahrer.

## Sportlicher Werdegang
Carmona stammt aus dem Departamento Antioquia. Als Junior vertrat er Kolumbien 2018 und 2019 bei Kontinental- und Weltmeisterschaften, wobei er 2019 Panamerika-Meister wurde.
Nachdem er 2020 aufgrund der Corona-Pandemie keine Rennen bestreiten konnte, war er ab 2021 wieder international aktiv. Bei den erstmals ausgetragenen Panamerikanischen Jugendspielen gewann er das BMX-Rennen. Ansonsten machte er nicht von der neu geschaffenen U23-Kategorie Gebrauch, für die er bis einschließlich 2023 noch startberechtigt gewesen wäre, sondern fuhr durchgängig in der Elite. Bereits im Weltcup 2021 kam er zweimal ins Finale, 2023 in Papendal schaffte er es erstmals als Dritter aufs Podium. Bei den Panamerika-Meisterschaften erreichte er von 2021 bis 2024 jedes Mal das Finale, eine Medaille blieb ihm jedoch bislang versagt. Bei den kolumbianischen Meisterschaften war er 2022 und 2023 jeweils Zweiter hinter Diego Arboleda. 2024 vertrat Carmona sein Land im olympischen BMX-Rennen, an der Seite von Diego Arboleda und Carlos Ramírez. Er erreichte das Finale und wurde Sechster.

## Erfolge
2019
 Panamerika-Meister (Junioren)
2021
 Panamerikanische Jugendspiele